# BBM (软件)
BBM，全名为BlackBerry Messenger，是BlackBerry设备上包含的专有移动即时通讯程序和视频电话应用程序，它允许BlackBerry OS、BlackBerry 10、iOS、Android和Windows Mobile用户之间进行消息传递和语音呼叫。适用于iOS和Android的消费者版BBM Consumer是由印度尼西亚公司Emtek在BlackBerry Limited（以前称为Research In Motion）的许可下开发的。BlackBerry OS和BlackBerry 10的消费者版本以及称为BBM Enterprise（以前称为BBM Protected）的付费企业版均由BlackBerry Limited开发。BBM Consumer的非黑莓平台版本已于2019年5月31日关闭（BlackBerryOS和BlackBerry10平台的BBM Consumer则在2022年1月4日关闭），但是该软件的付费企业版BBMe仍在运行。
通过BBM发送的消息是通过互联网发送的，并使用了BlackBerry PIN系统。过去，许多服务提供商都允许使用专用的BlackBerry数据计划登录BBM。也可以使用BBM与一个人或通过专门的讨论或聊天组进行消息交换，这使多个BlackBerry设备可以在单个会话中进行通信。除了提供基于文本的即时消息外，BBM还允许用户发送图片，语音注释（录音），文件（最大16 MB），在地图上共享实时位置，贴纸和各种表情符号。
BBM此前仅在BlackBerry设备之间可以进行通信，直到2013年底BBM在iOS和Android系统上发布。分享了超过3亿张贴纸。每天约有150,000个BBM语音呼叫被发出。截至2015年，全球有超过1.9亿BBM用户，到2013年初，BlackBerry基础结构每月处理30 PB的数据流量。

## 用户群体
BBM是最初的“移动优先”消息服务，流行了一段时间之后才开始输给竞争对手。 截至2016年4月，印尼是BBM最受欢迎的消息传递应用程序的唯一国家-在该国87.5％的Android设备上安装了BBM。目前，多数用户主要是印度尼西亚地区用户和黑莓手机用户。

## 历史
BlackBerry Messenger于2005年8月1日推出。
随着BlackBerry Messenger 5.0的发布，BlackBerry允许用户使用QR码将彼此添加到各自的朋友列表中，而不是仅使用数字PIN标识或与用户的BlackBerry相关联的电子邮件地址。 最近的BlackBerry设备还可以使用近场通讯交换BBM联系人。 用户也可以将gif动画图片设置为其显示图片，尽管动画图片的大小限制为32KB。
BlackBerry Messenger 6.0的稳定版引入了其他特征。 此更新专注于社交通讯媒体，包括“ BBM Connected Apps”，该媒体使用户可以邀请朋友共享自己喜欢的BlackBerry应用程序。
随着BlackBerry Messenger 7.0在2012年12月的发布，引入了语音聊天（BBM Voice Call）。
2014年6月推出了BBM Protected，一种安全的加密企业级即时通讯软件。
2016年6月27日，宣布印度尼西亚的Emtek集团获得了BBM的许可权。 BlackBerry Limited将为Emtek提供BBM API，作为为期六年，价值2.07亿美元交易的一部分。2017年，BBM服务器从加拿大的数据中心移至亚洲的基于Google Cloud Platform的数据中心。
Emtk于2019年4月18日宣布，将于当年5月31日在全球范围内停止为消费者提供服务的BBM（用户可以切换到Messenger的企业版BBMe付费版本），但BlackBerry OS和BlackBerry 10手机不受影响。
2022年1月4日，随着黑莓BlackBerry10和BlackBerry OS手机服务生命周期终止，BBM（包括其企业版本BBME）在搭载BlackBerry 10和BlackBerryOS的手机上正式不可用

## 可靠性
BBM以其正常运行时间和可靠性而闻名。 但是，2011年10月10日，北美，欧洲，中东和非洲的服务用户受到供应商RIM位于伯克郡Slough的英国总部中断的广泛影响。 停电持续了两天，据报道BlackBerry Messenger无法使用，从而严重影响了该公司的声誉。

## 跨平台
黑莓首席执行官Thorsten Heins在2013年5月14日宣布，BlackBerry Messenger将在2013年夏天在iOS和Android上推出。这将标志着BlackBerry Messenger迈出其自身平台的第一步，因为它以前从未在竞争性硬件上使用过。